# 螺旋游动菌属
螺旋游动菌属为小单孢菌科的一属微生物。此属的模式种也是唯一种为山梨游动螺菌(Spirilliplanes yamanashiensis)。

## 下属物种
- 山梨游动螺菌 Spirilliplanes yamanashiensis Tamura et al. 1997